# Little Red Wagon
«Little Red Wagon» — песня американской кантри-певицы Миранды Ламберт, вышедшая в качестве 3-го сингла с пятого студийного альбома Ламберт Platinum (2014). Сингл достиг пятого места в кантри-чарте Hot Country Songs и получил золотую сертификацию RIAA.

## История
Песня была впервые исполнена Одрой Мэй, появившись на её альбоме 2012 года Audra Mae and the Almighty Sound. Ламберт сказала, что впервые услышала об этой песне, когда Джон Эдди, с которым она в то время гастролировала, порекомендовал ей послушать альбом Одры Мэй. Услышав песню, Ламберт захотела её записать и попросила у Мэй разрешения сделать это.

## Отзывы
Песня получила положительные отзывы музыкальной критики и интернет изданий, например, таких как Country Weekly.

## Коммерческий успех
«Little Red Wagon» дебютировала 10 января 2015 года с позиции № 49 в радиоэфирном чарте Country Airplay. Она полгода спустя дебютировала 23 августа 2015 года с позиции № 60 в кантри-чарте Hot Country Songs. «Little Red Wagon» достиг № 5 в Billboard Hot Country Songs и 55-го места в Billboard Hot 100.
К июлю 2015 года в США было продано 432 тыс. копий сингла.

## Музыкальное видео
Видеоклип на песню был снят режиссёром Треем Фанджоем и впервые показан 11 марта 2015 года. На видео показано, как Ламберт регистрируется в удаленном мотеле, окруженном пустыней. Она гуляет со своей собакой, отдыхает у бассейна и сидит на одной из кроватей в мотеле, в то время как домработница и администратор мотеля танцуют на работе. Видео заканчивается тем, что Ламберт уходит, демонстрируя ремень на поясе с надписью «Миссис Шелтон», намёкая на её брак с кантри-певцом Блейком Шелтоном.

## Чарты
| Чарт (2014-15)                      | Высшая позиция |
| ----------------------------------- | -------------- |
| Канада (Billboard Canadian Hot 100) | 56             |
| Канада (Billboard Country)          | 22             |
| США (Billboard Hot 100)             | 55             |
| США (Billboard Country Airplay)     | 16             |
| США (Billboard Hot Country Songs)   | 5              |

### Годовые итоговые чарты
| Чарт (2015)                       | Позиция |
| --------------------------------- | ------- |
| США (Country Airplay Billboard)   | 77      |
| США (Hot Country Songs Billboard) | 60      |

## Сертификации
| Регион | Сертификация | Продажи |
| --- | ------------ | ------- |
| США (RIAA) | Золотой      | 500 000 |
| * Данные о продажах приведены только на основе сертификации. ^ Данные о тиражах приведены только на основе сертификации. |              |         |